# آيت شعو (مولاي بوعزة)
آيت شعو هي إحدى مشيخات المملكة المغربية، تتبع جغرافيا لإقليم خنيفرة وإداريًا لمولاي بوعزة. يقدر عدد سكانها بـ 2918 نسمة حسب الإحصاء الرسمي للسكان والسكنى لسنة 2004.